# Michael Sieber
Michael Sieber (* 10. Februar 1947 in Rauenberg) ist ein deutscher Politiker (CDU). Er war zwischen 1984 und 2006 Mitglied des Landtags von Baden-Württemberg.

## Person
Nach dem Abitur 1966 in Buchen studierte er Politische Wissenschaften und Rechtswissenschaften an den Universitäten Heidelberg und Mannheim. 1974 und 1977 machte er seine Staatsprüfungen. Dann war er Mitarbeiter im Ministerium für Landwirtschaft und Umwelt und in der Landesvertretung Baden-Württembergs in Bonn.
Seine politische Laufbahn begann Sieber 1971 in Rauenberg, wo er bis 1989 im Gemeinderat war. Ab 1971 war er Mitglied des Kreistages des (früheren) Landkreises Heidelberg. Nach der Kreisreform (1973) war Sieber von 1973 bis 1979 und von 1984 bis 1989 Mitglied des Kreistages des Rhein-Neckar-Kreises. 1984 wurde er in den Landtag von Baden-Württemberg gewählt, dem er bis 2006 angehörte. Von 1991 bis 1998 war er stellvertretender Vorsitzender der CDU-Landtagsfraktion. Vom 11. November 1998 bis 14. Juni 2006 war Sieber politischer Staatssekretär im Ministerium für Wissenschaft, Forschung und Kunst Baden-Württemberg. Sein Nachfolger wurde Dietrich Birk.
Am 11. Mai 2007 erhielt er das Ehrenbürgerrecht seiner Geburtsstadt Rauenberg.
Sieber ist verheiratet und hat zwei Kinder. Er ist seit 1970 Mitglied der katholischen Studentenverbindung K.D.St.V. Ferdinandea-Prag zu Heidelberg im Cartellverband (CV) und ist seit 2006 Vorstandsvorsitzender der Bremer  Rudolf-Alexander-Schröder-Stiftung, die alljährlich den Bremer Literaturpreis vergibt und die Literarische Woche Bremen veranstaltet.
2016 schenkte er dem Bezirksmuseum Buchen die kompletten Aufzeichnungen Erlebnisse und Betrachtungen des Odenwaldmalers Arthur Grimm.

## Veröffentlichungen
- Michael Sieber: Die Hollerbacher Malerkolonie: Ein Kapitel badischer Kunstgeschichte. Verein Bezirksmuseum Buchen, Buchen 1980, ISBN 3-923-69901-8
- Gemeinde Mudau (Hrsg.): Arthur Grimm – Erlebnisse und Betrachtungen eines Malers. Autobiografie. Redaktion: Michael Sieber und Lilo Krieg-Sieber, 1983.
- Michael Sieber (Hrsg.): Arthur Grimm: 1883–1948; Gemälde und graphische Arbeiten; Ausstellung in Mudau aus Anlass des 100. Geburtstages. Redaktion: Michael Sieber und Lilo Krieg-Sieber 1983.